# ポルト＝ヴェッキオ
ポルト＝ヴェッキオ（フランス語:Porto-Vecchio、イタリア語:Porto Vecchio、コルシカ語:Portivechju）は、フランス、コルシカ島、コルス＝デュ＝シュド県のコミューン。

## 地理

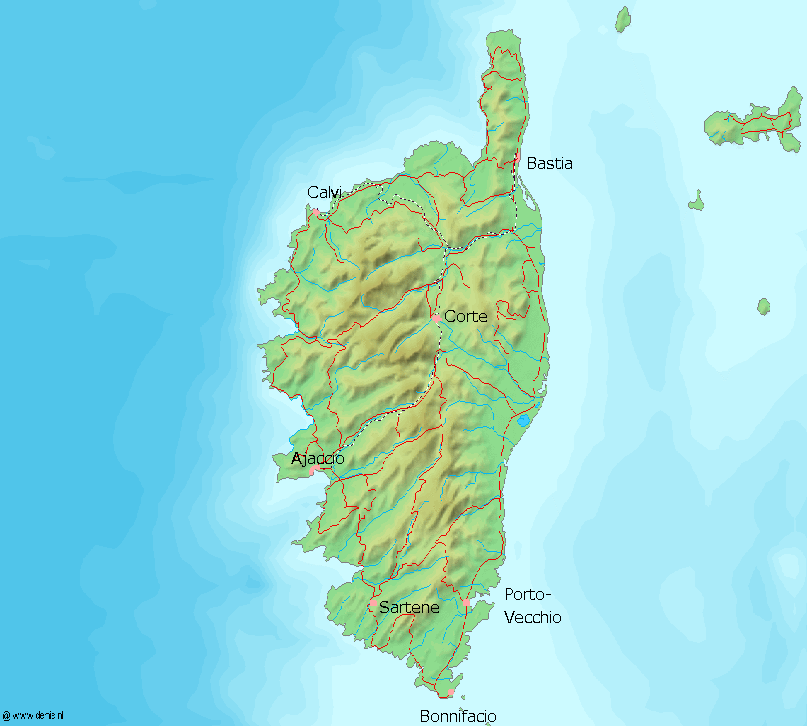
ポルト＝ヴェッキオの位置

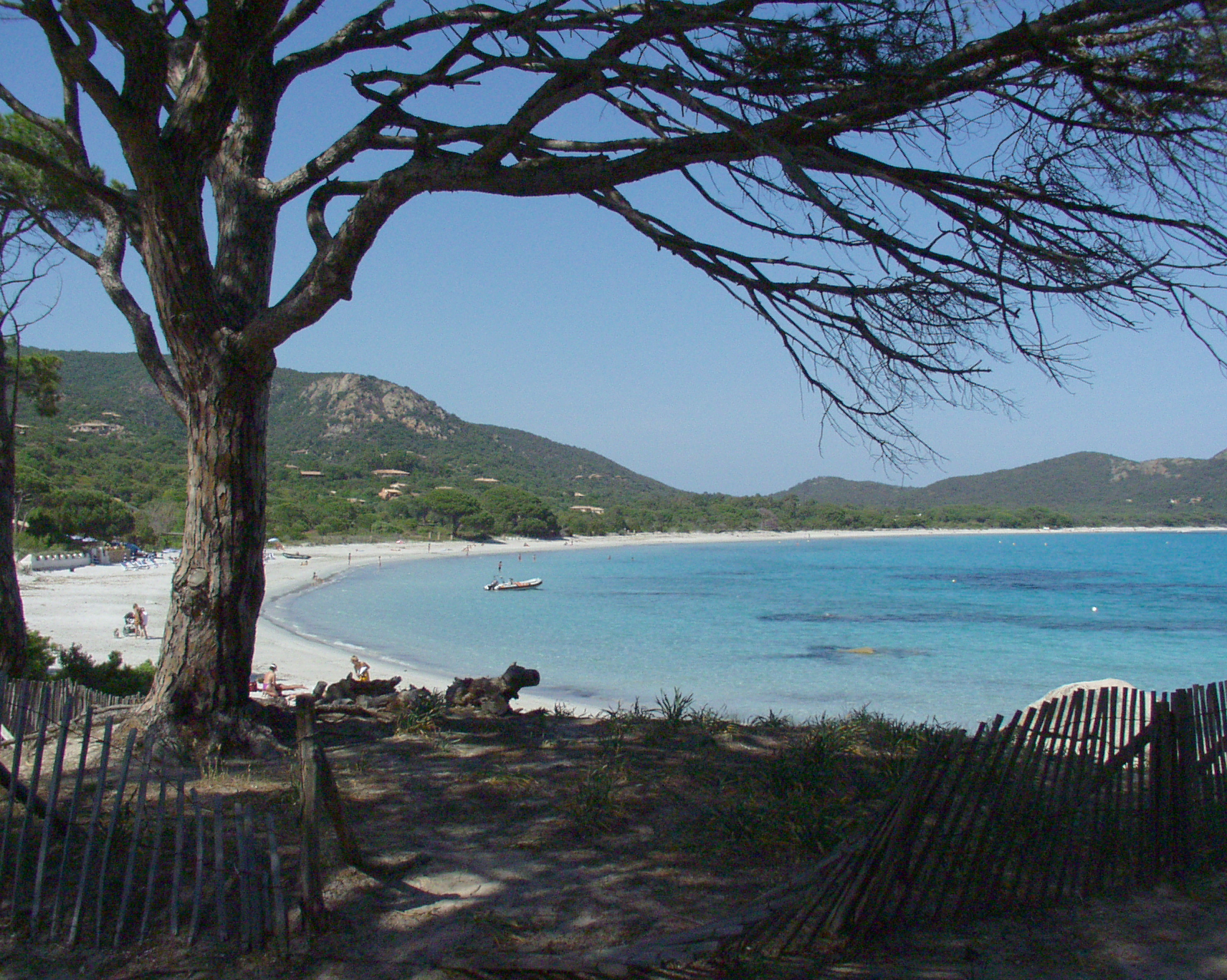
パロンバッジアの砂浜

コルシカ島第3位の人口を持つポルト＝ヴェッキオは、島東岸にある海のリゾート地である。国道198号線（fr:Route nationale 198）を通じて北のソランザラ、南のボニファシオへと通じている。西は標高1381mのオスペダル山で、東はティレニア海である。カラ・ロッサ、パロンバッジアという有名な砂浜がある。コミューン内にはおよそ10ヘクタールの塩田があり、年間100トンの塩を生産している。

## 歴史

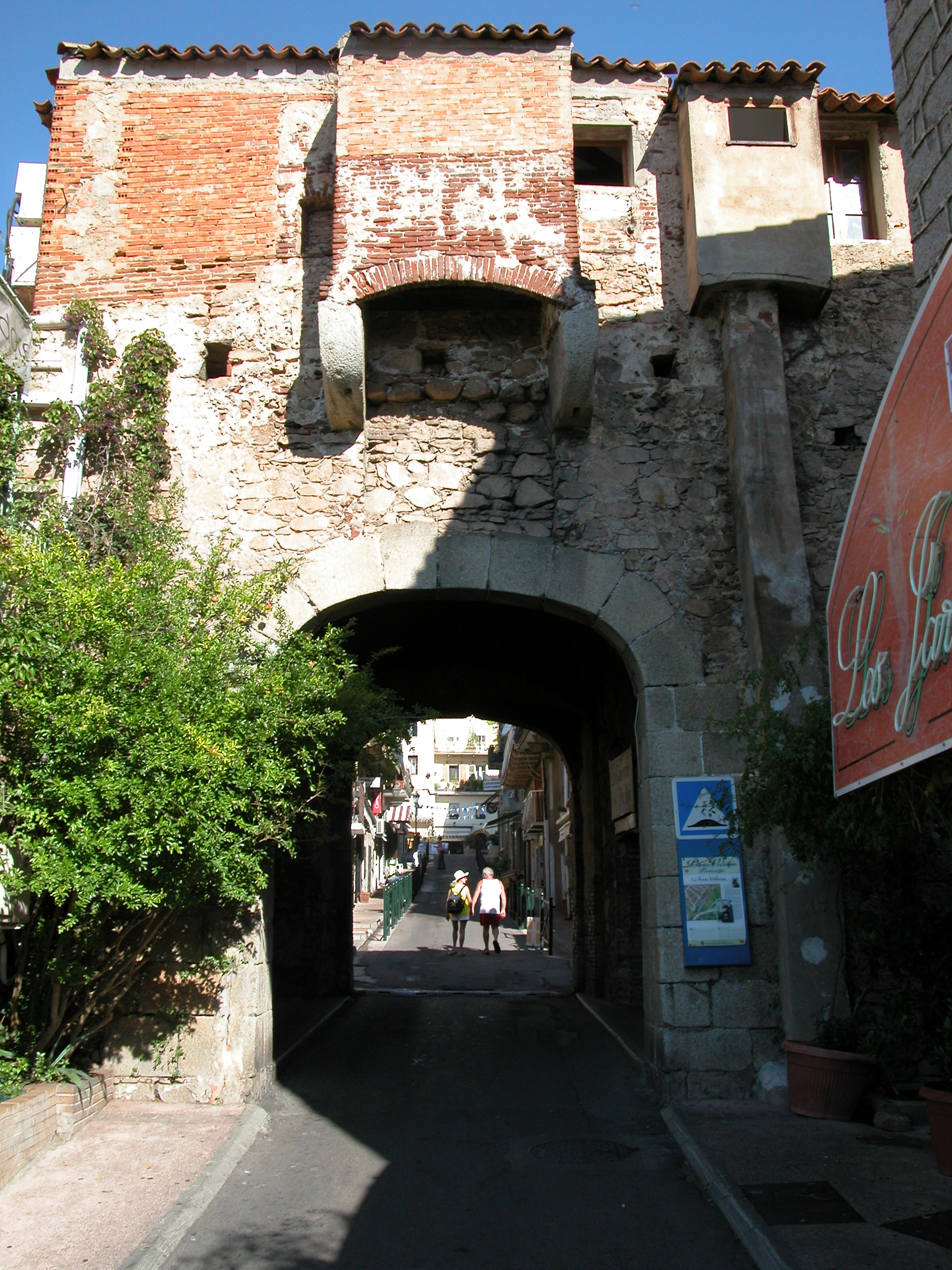
ジェノヴァ門

古代、トレ（Torre）と呼ばれた定住地があった。現在のポルト＝ヴェッキオ港の基盤を築いたのは、おそらく紀元前6世紀にシュラクサイからやってきたギリシャ人たちであると言われている。ローマ時代の名はポルトゥス・シラクサヌス（Portus Syracusanus）であった。
肥沃な土地であったこの地域は、しかし中世に、ジェノヴァ共和国がボニファシオを征服したのと並行してマラリアが蔓延したために荒廃した。
13世紀から16世紀にこの地域はロッカ領主の封建支配下にあり、山で暮らす現地の人々は冬期に家畜を率いて暮らしていた。
ロッカ領主の支配から、ジェノヴァのサン＝ジョルジョ銀行の直接支配下に入ると、ジェノヴァ人たちはこの地に植民地を築き、バルバリア海賊の襲撃に備えて、多くの稜堡を備えた砦を築いた（1539年）。郡庁所在地とされ、平野にジェノヴァの開拓が入り始めると、この植民地政策が失敗であったことが明らかになった。マラリア発生のために、永久的な脅威となっていたオスマン帝国からの海賊の攻撃や、コルシカ側の攻撃から数度ポルト＝ヴェッキオは守られたのだった。
多様な定住の試みがなされた後、ジェノヴァ共和国はクエンザ山出身の世帯を城塞内に定住させることを決めた。
17世紀の間、ポルト＝ヴェッキオ住民の多くを占めたのは山岳住民たちだった。しかし、元々の住民の多くが数世代にかけて人口を盛り返し、マラリアの発生と蔓延を防ぐために土地開発を続けた。19世紀中に、マラリアの発生源であった湿地は干拓された。
長きに渡り、コルシカ南部の小都市サルテーヌやボニファシオと同様の小さな自治体であったポルト＝ヴェッキオは、第二次世界大戦後の湿地の浄化で恩恵を受けた。1950年から1997年の長期間であったジャン＝ポール・ド・ロッカ・セラ市長時代、目覚ましく発展したことが知られている。1980年代以降は主要観光地とすべくフィガリ空港が建設された。

## 出身者
- シャイール・ベルガズワニ - サッカー選手